# Pedro González Pierella
Pedro Enrique González Pierella (Monje, Buenos Aires, Argentina, 24 de diciembre de 1970) es un exfutbolista argentino. Jugó como delantero y militó en diversos clubes de Argentina, Chile, España, México y Uruguay.
Producto de las inferiores de Newell's Old Boys, pese a haber nacido en Argentina, González Pierella hizo la mayor parte de su carrera en el extranjero. Con 20 años partió al UE Lleida de España, González comenzó su trayectoria internacional, la cual se llevó a cabo mayormente en Chile, ya que militó en 5 equipos distintos: Provincial Osorno, Huachipato, Deportes Concepción, Unión Española y Palestino. Con Deportes Concepción fue semifinalista de la Copa Conmebol 1999.

## Clubes
| Club                | País      | Año       |
| ------------------- | --------- | --------- |
| UE Lleida           | España    | 1990-1992 |
| Morelia             | México    | 1993-1994 |
| Provincial Osorno   | Chile     | 1995-1996 |
| Boca Juniors        | Argentina | 1997      |
| Deportivo Español   | Argentina | 1997      |
| Huachipato          | Chile     | 1998      |
| Deportes Concepción | Chile     | 1999      |
| Unión Española      | Chile     | 2000      |
| CD Badajoz          | España    | 2000-2001 |
| Nacional            | Uruguay   | 2001      |
| Palestino           | Chile     | 2002-2003 |